# Yves Bérubé
Pour les articles homonymes, voir Bérubé.
Yves Bérubé (28 mars 1940 - 5 décembre 1993) est un ingénieur et homme politique canadien.

## Biographie
Fils d'Armand Bérubé, journaliste, et de Fleur-Ange Ménard, Yves Bérubé est né à Montréal le 28 mars 1940. Il a fait ses études classiques au Collège de Saint-Laurent, avant d'entrer au Massachusetts Institute of Technology, où il a obtenu un doctorat en génie minier en 1966. En 1963, il marie Francine Leroux à Montréal.
Il a commencé sa carrière en travaillant pour la Compagnie Iron Ore du Canada à Schefferville. Après l'obtention de son doctorat, il devient professeur adjoint à la Faculté de génie de l'Université Laval. Durant cette période, il enseigne en France et exerce des mandats de consultant pour plusieurs entreprises et le gouvernement fédéral.
Il se porte candidat pour le Parti québécois dans la circonscription de Matane lors de l'élection générale de 1976, et défait le ministre sortant Marc-Yvan Côté. Bérubé est nommé ministre des Terres et Forêts et ministre des Ressources naturelles dans le gouvernement de René Lévesque,,.
Il est facilement réélu lors de l'élection générale de 1981. Il est nommé ministre délégué à l'Administration et Président du Conseil du Trésor. Après le remaniement ministériel de mars 1984, il devient ministre de l'Éducation, un poste qu'il occupe jusqu'en décembre, où il devient ministre de l'Enseignement supérieur, de la Science et de la Technologie, un nouveau portefeuille qui résulte de la fusion du ministère de la Science et de la Technologie avec une partie du ministère de l'Éducation,,.
En tant que ministre de l'Énergie et des Ressources, il défend les intérêts du Bas-Saint-Laurent et de la Gaspésie, ce qui l'oppose au ministre fédéral Pierre de Bané au sujet d'une aide financière pour le financement d'une papeterie à Matane,. Il est également responsable de la création de la Société nationale de l'amiante, une société d'État responsable de la prospection et de la production d'amiante. À titre de Président du Conseil du Trésor, il est chargé d'appliquer des réductions de salaire du personnel la fonction publique pendant la récession qui frappe le Québec au début des années 1980,,.
Peu après le départ de René Lévesque à titre de premier ministre, Bérubé et deux autres ministres, Yves Duhaime (Finances) et Clément Richard (Affaires culturelles), démissionnent ensemble le 16 octobre 1985. Le nouveau premier ministre Pierre-Marc Johnson remplace les démissionnaires par quatre ministres non élus, ce qui représente une première depuis 1970,.
Au terme de sa carrière politique, il retourne à sa profession d'ingénieur. Il occupe des postes de direction au sein de la firme SNC-Lavalin et devient vice-président exécutif de la société en 1991. L'année suivante, il devient président de la Société d'habitation et de développement de Montréal. Il meurt le 5 décembre 1993, d'une tumeur au cerveau. Il est inhumé au Cimetière Notre-Dame-des-Neiges,. Il était le père de deux filles.